# Gonatoraphis lobata
Espèce
Gonatoraphis lobata est une espèce d'araignées aranéomorphes de la famille des Linyphiidae.

## Distribution
Cette espèce est endémique du département de Cundinamarca en Colombie,. Elle se rencontre entre 3 000 et 3 230 m d'altitude sur le Páramo de Monserrate et le Cerro del Chocolatero.

## Description
Les mâles mesurent de 1,7 à 1,8 mm et les femelles de 1,8 à 1,9 mm.

## Publication originale
- Millidge, 1991 : Further linyphiid spiders (Araneae) from South America. Bulletin of the American Museum of Natural History, no 205, p. 1-199 (texte intégral).